# عروه و عفرا
عُروَه و عَفراء از عاشق و معشوقه‌های مثلی در ادبیات عرب و فارسی هستند. 
موضوع این داستان‌ها عروة بن حزام است و معشوقهٔ او عفرا بنت مهاصر که سرانجام در عشق او درگذشت، و نام آن‌ها به صورت عاشق و معشوق در ادبیات عرب و فارسی مانده است.
شباهت واقعی ورقه و گلشاه دو دلداده‌ای که عیوقی شرح داستان آن‌ها را آورده با داستان شاعر عرب عروه بن حزام العذری با دختر عمش عفرا است و حتی به یقین باید گفت همان داستان است که در میان ایرانیان تغییرات کوچکی یافته و به عنوان داستان ورقه و گلشاه معروف گردیده‌است.
حدیث این دلدادگی در ادب فارسی نزد شعرایی که با فرهنگ و زبان عربی آشنایی داشتند مشهور است؛ اما به نظر می‌رسد به دلیل وجود ورقه و گلشاه در ادب فارسی که داستانی شبیه عروه و عفرا دارند، توجه شاعران پارسی به آنها، علی‌رغم زیبایی و پاکی داستان کمتر جلب. شده‌است جایگاه ویژه و حق این داستان در بیان عیوقی در ورقه و گلشاه نمود یافته‌است.

## داستان
وقتی پدر عروه درگذشت فرزند صغیرش در دامان عم خود تربیت شد. دختر عم او عفرا همزاد وی بود و این دو کودک همواره با هم بودند. چنان‌که در بینشان الفتی سخت افتاد و عقال (پدر عفرا) همواره عروه را داماد خود می‌خواند. عروه به نزد عمه خود، هند رفت و او را به خواستگاری عفرا فرستاد. مادر عفرا قصد داشت برای رهایی از تهی‌دستی دختر خود را به شویی ثروتمند دهد. عروه برای کسب مال به نزد پسر عم خود که مالدار ری بود، رهسپار شد ولی قبل از رجعت، پدر و مادر عفرا او را به مرد شامی ثروتمند شوی داده و نوید مال بسیار شنیده بودند. سه روز بعد از مزاوجت آهنگ شام کردند و پدر عفرا که از عروه شرم داشت، قبری کهنه را تعمیر کرد و گفت این گور عفرا است و از اهل قبیله نیز خواست تا آن را مکتوم دارند. سرانجام حقیقت حال بر عروه روشن شد، وی به منزل عفرا رفت و در خلوت با وی با شکایت از فراق، به پاکی و حیا گذراند، شوی عفرا آگاه شد و اصرار به اقامت عروه در منزل خود کرد، ولی او رفت و در راه جان سپرد و در وادی القرا (نزدیک مدینه) به خاک سپرده شد.